# Gare de Gotemba
La gare de Gotemba (御殿場駅, Gotenba-eki) est une gare ferroviaire de la ville de Gotenba, dans la préfecture de Shizuoka, au Japon. La gare est exploitée par la Central Japan Railway Company (JR Central).

## Situation ferroviaire
La gare de Gotemba est située au point kilométrique (PK) 35,5 de la ligne Gotemba.

## Historique
La gare de Gotemba a été inaugurée le 1er février 1889.

## Service des voyageurs

### Accueil
La gare dispose d'un bâtiment voyageurs, avec guichets, ouvert tous les jours.

### Desserte
- Ligne Gotemba :
  - voie 1 : direction Matsuda et Kōzu
  - voies 2 et 3 : direction Numazu
  - voie 3 : direction Shinjuku (services Fujisan)